# Diego Junqueira
Diego Junqueira (Tandil, 28 de diciembre de 1980) es un extenista argentino. Se dedicó mayormente a jugar circuitos de torneos challenger, aunque en el 2006 participó de los torneos de Stuttgart y Kitzbühel, llegando a octavos de final del primero. En su carrera le ha ganado a jugadores top 100 como: Christophe Rochus, Filippo Volandri (en 2006), Juan Pablo Brzezicki (en 2007), Santiago Ventura (2008), Nicolás Massú, Paul Capdeville (2009), Paolo Lorenzi, Carlos Berlocq, Brian Dabul (en 2010), Horacio Zeballos, Karol Beck, Frederico Gil (en 2011). A varios de estos jugadores les ha ganado en más de una oportunidad.
Como entrenador ha trabajado con Juan Mónaco y Federico Delbonis. Actualmente entrena al peruano Juan Pablo Varillas.

## Torneos Challenger (7; 6+1)

### Individuales (6)

#### Títulos
| N.º | Fecha                   | Torneo        | Superficie    | Oponente en la final | Resultado      |
| --- | ----------------------- | ------------- | ------------- | -------------------- | -------------- |
| 1.  | 30 de enero de 2006     | Florianópolis | Tierra batida | Gorka Fraile         | 3-6 6-1 7-6(3) |
| 2.  | 12 de mayo de 2008      | San Remo      | Tierra batida | Máximo González      | 6-2 6-4        |
| 3.  | 14 de julio de 2008     | Rímini        | Tierra batida | Walter Trusendi      | 6-4 6-3        |
| 4.  | 25 de agosto de 2008    | Como          | Tierra batida | Daniel Köllerer      | 2-0 ab         |
| 5.  | 28 de noviembre de 2010 | Buenos Aires  | Tierra batida | Juan Pablo Brzezicki | 6-2 6-1        |
| 6.  | 16 de mayo de 2011      | Zagreb        | Tierra batida | Joao Souza           | 6-3 6-4        |

#### Finalista (4)
- 2006: Florianópolis-2 (pierde ante Ricardo Mello)
- 2008: Salinas (pierde ante Iván Miranda)
- 2008: Turín (pierde ante Fabio Fognini)
- 2008: San Benedetto (pierde ante Máximo González)

### Dobles (1)

#### Títulos
| N.º | Fecha                   | Torneo     | Superficie    | Compañero                | Oponentes en la final | Resultado |
| --- | ----------------------- | ---------- | ------------- | ------------------------ | --------------------- | --------- |
| 1.  | 15 de noviembre de 2004 | Uruguay F1 | Tierra batida | Martín Vassallo Argüello | Dlouhy/Mertl          | 6-4 6-2   |

#### Finalista (2)
- 2007: Banja Luka Challenger, Trnava Challenger
- 2008: Challenger Cali2.

## Torneos Futures (11; 5+6)

### Individuales (5)

#### Títulos
| N.º | Fecha                   | Torneo      | Superficie    | Oponente en la final | Resultado      |
| --- | ----------------------- | ----------- | ------------- | -------------------- | -------------- |
| 1.  | 15 de noviembre de 2004 | Uruguay F1  | Tierra batida | Antonio Pastorino    | 6-0 4-6 7-5    |
| 2.  | 4 de julio de 2005      | Francia F10 | Tierra batida | Slimane Saoudi       | 3-6 6-4 6-3    |
| 3.  | 19 de julio de 2005     | Italia F22  | Tierra batida | Adam Vejmelka        | 6-4 6-3        |
| 4.  | 15 de agosto de 2007    | Italia F27  | Tierra batida | Filip Prpic          | 6-7(2) 6-3 6-3 |
| 5.  | 8 de octubre de 2008    | Argentina   | Tierra batida | Diego Hipperdinger   | 6-3 6-1        |

#### Finalista (2)
- 2001: Argentina F6;
- 2002: España 6 Satellite;

### Dobles (6)

#### Títulos
| N.º | Fecha                    | Torneo        | Superficie    | Compañero            | Oponentes en la final | Resultado   |
| --- | ------------------------ | ------------- | ------------- | -------------------- | --------------------- | ----------- |
| 1.  | 2 de septiembre de 2002  | Francia F13   | Tierra batida | Luis Hormazábal      | Kolev/Legat           | 6-1 6-3     |
| 2.  | 24 de febrero de 2003    | Portugal F04  | Tierra batida | Juan Pablo Brzezicki | Bohrer/Yanez          | 6-3 2-6 6-1 |
| 3.  | 28 de junio de 2004      | Italia F14    | Tierra batida | Damian Patriarca     | Ocera/Pedrini         | 6-1 6-2     |
| 4.  | 13 de septiembre de 2004 | Argentina F06 | Tierra batida | Francisco Cabello    | Vitullo/Wendler       | 6-1 6-2     |
| 5.  | 4 de julio de 2005       | Francia F10   | Tierra batida | Damián Patriarca     | Audouy/Sidorenko      | 6-2 6-4     |
| 6.  | 20 de agosto de 2007     | Italia F28    | Tierra batida | Diego Álvarez        | Kracman/Zen           | 6-4 6-2     |

#### Finalista (10)
- 2002: Spain F17;
- 2003: Portugal F6, Chile F4;
- 2004: Czech Rep. F1, Italy F13, Chile F1A, Colombia F4;
- 2005: Italy F9;
- 2007: Argentina F18;